# André Schürrle
André Horst Schürrle (* 6. listopadu 1990, Ludwigshafen) je bývalý německý fotbalový útočník nebo ofenzivní záložník, který naposledy hrál za německý klub Borussia Dortmund. Je také bývalým německým reprezentantem a mistrem světa z roku 2014. Mimo Německo působil na klubové úrovni v Anglii a Rusku. Svou kariéru ukončil již ve svých 29 letech, poté, co se dohodl na předčasném ukončení kontraktu v Borussii.

## Klubová kariéra
Jeho prvním profesionálním působištěm byl tým 1. FSV Mainz 05, který Schürrle v létě 2011 opustil, aby se připojil k Leverkusenu, se kterým podepsal kontrakt do roku 2016. Leverkusen za přestup zaplatil 7,04 milionu eur. Ve 28. kole německé Bundesligy 6. dubna 2013 se jedním gólem podílel na remíze Leverkusenu 1:1 s Wolfsburgem. Ve 30. kole 20. dubna 2013 přispěl dvěma góly k vítězství 5:0 nad Hoffenheimem.
V červnu 2013 přestoupil do Chelsea FC, anglického klubu nově vedeného trenérem José Mourinhem. Podepsal pětiletou smlouvu. Debutoval 18. srpna 2013 v prvním kole Premier League 2013/14 proti Hull City, dostal se na hřiště jako střídající hráč. Chelsea vyhrála 2:0. 1. března 2014 zařídil hattrickem ligovou výhru 3:1 nad Fulham FC, Chelsea dál držela první příčku ligové tabulky.

### VfL Wolfsburg
2. února 2015 přestoupil do německého prvoligového týmu VfL Wolfsburg.
Debutoval 7. 2. proti TSG 1899 Hoffenheim a hned ve třetí minutě přihrál Basu Dostovi na úvodní gól zápasu. Další gól zařídil v 28. minutě, střelou z dálky trefil břevno a následně De Bruyne dorazil míč do prázdné branky. Wolfsburg vyhrál 3:0.
Debutový gól vstřelil 4. 4. 2015 proti Stuttgartu, když v 76. minutě zvýšil skóre na konečných 3:1 pro vlky.
Dne 1. března 2016, přesně 2 roky po jeho prvním hattricku na klubové úrovní v dresu londýnské Chelsea, Schürrle skóroval tři góly za Wolfsburg v jednom utkání při výhře 4:0 nad Hannoverem. O týden později vstřelil jedinou branku při výhře 1:0 v dvojzápase s belgickým Gentem (4:2 celkově) v osmifinále Ligy mistrů UEFA 2015/16 a vlci tak poprvé v klubové historii postoupili mezi nejlepší osmičku této soutěže.

### Borussia Dortmund
Dne 22. července 2016 podepsal za nespecifikovanou částku pětiletou smlouvu až do 30. června 2021 s jiným bundesligovým klubem Borussií Dortmund.

### Fulham FC
V létě 2018 odešel z Borussie na hostování do Fulhamu, a to na 2 roky. Za svůj nový tým debutoval hned v 1. kole Premier League v domácím zápase s Crystal Palace, který Fulham prohrál 0:2. Hrál na pravém křídle do 61. minuty, pak byl vystřídán.
Do druhého (venkovního) zápasu pak zasáhl jen v závěru, i tento zápas Fulham prohrál, tentokrát s Tottenhamem 1:3. Ve třetím a čtvrtém kole si v každém zápase připsal gól, nejprve při výhře nad Burnley 4:2, poté v remízovém zápase s Brighton & Hove Albion, které skončilo nakonec 2:2.

## Reprezentační kariéra
Nastupoval za mládežnické reprezentace Německa.
Od roku 2010 hraje za A-tým Německa. 15. října 2010 nastřílel hattrick v závěrečném kvalifikačním utkání s domácím Švédskem, pomohl tak k výhře 5:3. Německo již mělo postup na Mistrovství světa ve fotbale 2014 v Brazílii zajištěn dříve.
Zúčastnil se ME 2012 konaného v Polsku a na Ukrajině, kde Německo vypadlo v semifinále s Itálií.
Trenér Joachim Löw jej vzal na Mistrovství světa 2014 v Brazílii. Němci postoupili ze základní skupiny G se 7 body z prvního místa po výhře 4:0 s Portugalskem, remíze 2:2 s Ghanou a výhrou 1:0 s USA.
V osmifinále Němci vyřadili Alžírsko po výsledku 2:1 po prodloužení. Schürrle vstřelil v úvodu první části prodloužení důležitý gól, navíc patičkou. V semifinále proti Brazílii Němci potupili Jihoameričany historickým debaklem 7:1, kdy do 29. minuty dali pět gólů. André vstřelil dva. S týmem získal zlaté medaile po finálové výhře 1:0 proti Argentině.
Trenér Löw jej zařadil i do závěrečné 23členné nominace na EURO 2016 ve Francii. Němci získali na turnaji bronzové medaile, v semifinále je vyřadila domácí Francie po výsledku 0:2.

## Statistiky

### Klubové
| Klub                   | Sezóna  | Liga           | Liga   | Liga | Národní pohár | Národní pohár | Ligový pohár | Ligový pohár | Evropské poháry | Evropské poháry | Ostatní | Ostatní | Celkem | Celkem |
| Klub                   | Sezóna  | Liga           | Zápasy | Góly | Zápasy        | Góly          | Zápasy       | Góly         | Zápasy          | Góly            | Zápasy  | Góly    | Zápasy | Góly   |
| ---------------------- | ------- | -------------- | ------ | ---- | ------------- | ------------- | ------------ | ------------ | --------------- | --------------- | ------- | ------- | ------ | ------ |
| Mainz                  | 2009/10 | Bundesliga     | 33     | 5    | 1             | 0             | —            | —            | —               | —               | —       | —       | 34     | 5      |
| Mainz                  | 2010/11 | Bundesliga     | 33     | 15   | 1             | 0             | —            | —            | —               | —               | —       | —       | 34     | 15     |
| Mainz                  | Celkem  | Celkem         | 66     | 20   | 2             | 0             | —            | —            | —               | —               | —       | —       | 68     | 20     |
| Leverkusen             | 2011/12 | Bundesliga     | 31     | 7    | 1             | 1             | —            | —            | 8               | 1               | —       | —       | 40     | 9      |
| Leverkusen             | 2012/13 | Bundesliga     | 34     | 11   | 3             | 1             | —            | —            | 6               | 2               | —       | —       | 43     | 14     |
| Leverkusen             | Celkem  | Celkem         | 65     | 18   | 4             | 2             | —            | —            | 14              | 3               | —       | —       | 83     | 23     |
| Chelsea                | 2013/14 | Premier League | 30     | 8    | 1             | 0             | 1            | 0            | 10              | 1               | 1       | 0       | 43     | 9      |
| Chelsea                | 2014/15 | Premier League | 14     | 3    | 1             | 0             | 3            | 1            | 4               | 1               | —       | —       | 22     | 5      |
| Chelsea                | Celkem  | Celkem         | 44     | 11   | 2             | 0             | 4            | 1            | 14              | 2               | 1       | 0       | 65     | 14     |
| Wolfsburg              | 2014/15 | Bundesliga     | 14     | 1    | 4             | 0             | —            | —            | 4               | 0               | —       | —       | 22     | 1      |
| Wolfsburg              | 2015/16 | Bundesliga     | 29     | 9    | 1             | 1             | —            | —            | 10              | 2               | 1       | 0       | 41     | 12     |
| Wolfsburg              | Celkem  | Celkem         | 43     | 10   | 5             | 1             | —            | —            | 14              | 2               | 1       | 0       | 63     | 13     |
| Dortmund               | 2016/17 | Bundesliga     | 15     | 2    | 3             | 2             | —            | —            | 6               | 1               | 1       | 0       | 25     | 5      |
| Dortmund               | 2017/18 | Bundesliga     | 18     | 1    | 3             | 0             | —            | —            | 5               | 2               | 0       | 0       | 26     | 3      |
| Dortmund               | Celkem  | Celkem         | 33     | 3    | 6             | 2             | —            | —            | 11              | 3               | 1       | 0       | 51     | 8      |
| Fulham (host.)         | 2018/19 | Premier League | 24     | 6    | 0             | 0             | 1            | 0            | —               | —               | —       | —       | 25     | 6      |
| Spartak Moskva (host.) | 2019/20 | Premier Liga   | 13     | 1    | 1             | 0             | —            | —            | 4               | 1               | —       | —       | 18     | 2      |
| Celkem                 | Celkem  | Celkem         | 288    | 69   | 20            | 5             | 5            | 1            | 57              | 11              | 3       | 0       | 373    | 86     |

### Reprezentační
| Německo | Německo | Německo |
| Rok     | Zápasy  | góly    |
| ------- | ------- | ------- |
| 2010    | 1       | 0       |
| 2011    | 10      | 5       |
| 2012    | 9       | 2       |
| 2013    | 10      | 4       |
| 2014    | 12      | 6       |
| 2015    | 7       | 3       |
| 2016    | 6       | 0       |
| 2017    | 2       | 2       |
| Celkem  | 57      | 22      |

#### Reprezentační góly
Skóre a výsledky Německa jsou vždy zapisovány jako první.
| Gól | Datum            | Místo                                                | Soupeř      | Skóre | Výsledek | Soutěž                                |
| --- | ---------------- | ---------------------------------------------------- | ----------- | ----- | -------- | ------------------------------------- |
| 1.  | 29. května 2011  | Rhein-Neckar-Arena, Sinsheim, Německo                | Uruguay     | 2:0   | 2:1      | Přátelský zápas                       |
| 2.  | 7. června 2011   | Tofiq Bahramov Republican Stadium, Baku, Ázerbájdžán | Ázerbájdžán | 3:1   | 3:1      | Kvalifikace na Euro 2012              |
| 3.  | 10. srpna 2011   | Mercedes-Benz Arena, Stuttgart, Německo              | Brazílie    | 3:1   | 3:2      | Přátelský zápas                       |
| 4.  | 2. září 2011     | Veltins-Arena, Gelsenkirchen, Německo                | Rakousko    | 5:2   | 6:2      | Kvalifikace na Euro 2012              |
| 5.  | 11. října 2011   | Esprit Arena, Düsseldorf, Německo                    | Belgie      | 2:0   | 3:1      | Kvalifikace na Euro 2012              |
| 6.  | 26. května 2012  | St. Jakob-Park, Basilej, Švýcarsko                   | Švýcarsko   | 2:3   | 3:5      | Přátelský zápas                       |
| 7.  | 31. května 2012  | Red Bull Arena, Lipsko, Německo                      | Izrael      | 2:0   | 2:0      | Přátelský zápas                       |
| 8.  | 11. října 2013   | RheinEnergieStadion, Cologne, Německo                | Irsko       | 2:0   | 3:0      | Kvalifikace na Mistrovství světa 2014 |
| 9.  | 15. října 2013   | Friends Arena, Stockholm, Švédsko                    | Švédsko     | 3:2   | 5:3      | Kvalifikace na Mistrovství světa 2014 |
| 10. | 15. října 2013   | Friends Arena, Stockholm, Švédsko                    | Švédsko     | 4:2   | 5:3      | Kvalifikace na Mistrovství světa 2014 |
| 11. | 15. října 2013   | Friends Arena, Stockholm, Švédsko                    | Švédsko     | 5:3   | 5:3      | Kvalifikace na Mistrovství světa 2014 |
| 12. | 1. června 2014   | Borussia Park, Mönchengladbach, Německo              | Kamerun     | 2:1   | 2:2      | Přátelský zápas                       |
| 13. | 6. června 2014   | Opel Arena, Mainz, Německo                           | Arménie     | 1:0   | 6:1      | Přátelský zápas                       |
| 14. | 30. června 2014  | Estádio Beira-Rio, Porto Alegre, Brazílie            | Alžírsko    | 1:0   | 2:1      | Kvalifikace na Mistrovství světa 2014 |
| 15. | 8. července 2014 | Mineirão, Belo Horizonte, Brazílie                   | Brazílie    | 6:0   | 7:1      | Kvalifikace na Mistrovství světa 2014 |
| 16. | 8. července 2014 | Mineirão, Belo Horizonte, Brazílie                   | Brazílie    | 7:0   | 7:1      | Kvalifikace na Mistrovství světa 2014 |
| 17. | 3. září 2014     | Esprit Arena, Düsseldorf, Německo                    | Argentina   | 1:4   | 2:4      | Přátelský zápas                       |
| 18. | 13 června 2015   | Estádio Algarve, Algarve, Portugalsko                | Gibraltar   | 1:0   | 7:0      | Kvalifikace na Euro 2016              |
| 19. | 13 června 2015   | Estádio Algarve, Algarve, Portugalsko                | Gibraltar   | 5:0   | 7:0      | Kvalifikace na Euro 2016              |
| 20. | 13 června 2015   | Estádio Algarve, Algarve, Portugalsko                | Gibraltar   | 6:0   | 7:0      | Kvalifikace na Euro 2016              |
| 21. | 26. března 2017  | Tofiq Bahramov Republican Stadium, Baku, Ázerbájdžán | Ázerbájdžán | 1:0   | 4:1      | Kvalifikace na Mistrovství světa 2018 |
| 22. | 26. března 2017  | Tofiq Bahramov Republican Stadium, Baku, Ázerbájdžán | Ázerbájdžán | 4:1   | 4:1      | Kvalifikace na Mistrovství světa 2018 |

## Ocenění
Chelsea
- Premier League: 2014/15

Wolfsburg
- DFB-Pokal: 2014/15
- DFL-Supercup: 2015

Borussia Dortmund
- DFB-Pokal: 2016/17

Německo
- Mistrovství světa: 2014

Individuální

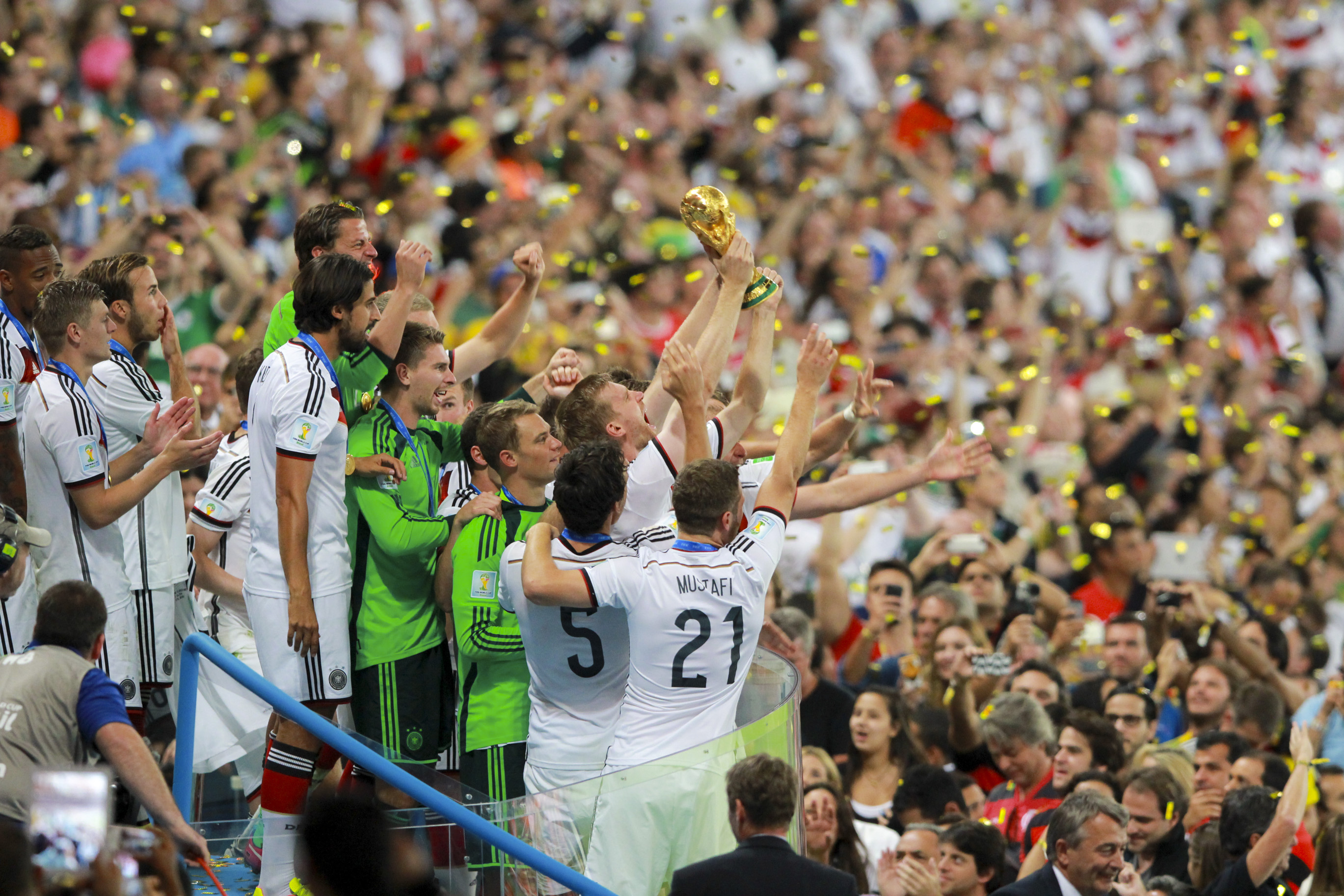
Schürrle oslavující vítězství na Mistrovství světa (2014)

- Gól měsíce v Premier League: Leden 2019[32]
- Gól měsíce podle BBC: Leden 2019